# Centro Nacional de Pesquisa Científica
O Centro Nacional de Pesquisa Científica (em francês:  Centre national de la recherche scientifique, CNRS), é o maior órgão público de pesquisa científica da França e uma das mais importantes instituições de pesquisa do mundo. Suas atividades cobrem praticamente todas as áreas do conhecimento - matemática, psicologia, química, energia Nuclear, engenharia científica, comunicação e informação tecnológica e científica, saúde, ciências sociais e humanas, entre outras.- em 1 100 unidades de pesquisa e serviços certificados, sendo a maior parte produzida com outras estruturas (universidades, outros estabelecimentos públicos de ciência e tecnologia, grandes écoles, indústrias etc).
O CNRS foi criado em 19 de outubro de  1939 mediante decreto-lei com a finalidade de "coordenar a atividade dos laboratórios, tendo em vista aumentar o rendimento da pesquisa científica" na França. Após a Segunda Guerra Mundial, foi reorganizado e reorientou suas atividades para a pesquisa fundamental. Atualmente, o CNRS é vinculado administrativamente ao Ministério do Ensino Superior e da Pesquisa da França.
Tem como missão a avaliação e realização de toda pesquisa capaz de promover o conhecimento, bem como  pesquisas que tragam benefícios sociais, culturais e econômicos para a sociedade, e contribuir para a aplicação e promoção de resultados de pesquisa, participando das discussões de pesquisa científica na França e no resto do mundo.  O CNRS promove a interdisciplinaridade com o intuito de melhorar o acesso ao conhecimento. Entre seus projetos atuais destacam-se: Vida e seus desafios sociais, Informação, comunicação e conhecimento, Ambiente, energia, e desenvolvimento sustentável e Nanociência e Nanotecnologias.
Em 2009, setenta anos após a sua criação, o CNRS empregava cerca de 30 000 pessoas, sendo 26 100 do quadro permanente (11 700 pesquisadores e 14 400 engenheiros, técnicos e administrativos) e 4 000 contratadas. Seu orçamento anual é, em média, 3,4 bilhões de euros, sendo 800 milhões de recursos próprios.